# Ковероярви
Ко́вероя́рви (фин. Koverojärvi) — озеро на территории Лоймольского сельского поселения Суоярвского района Республики Карелия.

## Общие сведения
Площадь озера — 1,4 км², площадь водосборного бассейна — 23,7 км². Располагается на высоте 177,6 метров над уровнем моря.
Форма озера лопастная, продолговатая: вытянуто с севера на юг. Берега каменисто-песчаные, местами заболоченные.
Через озеро протекает безымянный ручей, берущий начало из озера Латваярви и впадающий в озеро Муаннонъярви, откуда берёт начало река Муаннонйоки.
В озере расположены четыре небольших острова без названия.
Населённые пункты возле озера отсутствуют. Ближайший — посёлок Лоймола — расположен в 19 км к юго-востоку от озера.
Название озера переводится с финского языка как «вогнутое озеро».
Код объекта в государственном водном реестре — 01040300211102000013834.